# Lambana harsha
Lambana harsha là một loài bướm đêm trong họ Noctuidae.